# 拉斯彼德拉斯 (波多黎各)
拉斯彼德拉斯（西班牙語：Las Piedras）是波多黎各的城鎮，位於該島東部，始建於1773年，面積86平方公里，主要經濟活動有製造業和旅遊業，2010年人口38,675，人口密度每平方公里450人。

## 外部連結
- Las Piedras and its barrios, United States Census Bureau